# Château de Moussa
Le château de Moussa est un château du XXe siècle situé entre les villes de Deir-el-Qamar et de Beiteddine au Liban.
Il s'agit d'un château d'apparence pseudo-médiéval avec des tours, des remparts, des douves et un pont-levis. Il a été construit par un seul homme à l'instar du palais idéal du facteur Cheval : Moussa Abdel Karim Al-Maamari, un Libanais né en 1931. La construction dura 60 ans. Le château accueille aujourd'hui les touristes.

## Histoire
Il a été construit par un homme seul, Moussa Abdel Karim Al-Maamari (né le 27 juillet 1931). Ce fut l'œuvre qui occupa 60 ans de sa vie
Selon sa biographie, c'est quand il était étudiant que Moussa rêva de construire un château et avait l'habitude de le dessiner pendant les cours. Il tomba amoureux d'une jeune fille qui ne voulait épouser qu'un homme dont le père possédait un château. Mais Moussa était d'extraction modeste (son père était militaire pour l'armée française) et décida de construire le château lui-même.
Entre 1951 et 1962, il prépara son projet en achetant le terrain et en remplissant les formalités administratives de rigueur. Il commença la construction en 1962 et alla chercher et posa chaque pierre de ses mains,. Le château se compose d'environ 6 500 pierres.
Dans le château, des sculptures d'argile représentent différentes scènes de vie dans un village libanais typique du XIXe siècle : boulanger, fumeur de narguilé, maître d'école,. Ces sculptures furent également réalisées par Moussa.
Moussa a raconté son histoire dans un livre : Le Rêve de ma vie. Il a reçu plusieurs récompenses pour son œuvre, il a été fait chevalier de l'Ordre national du Cèdre et fait membre de l'Ordre patriarcal de la Sainte-Croix de Jérusalem.
Il meurt le 31 janvier 2018.

## Tourisme
Le château accueille les touristes tous les jours et dispose d'un petit café et d'une boutique de souvenirs. Il apparaît dans plusieurs guides touristiques comme un lieu insolite à visiter,.